# Holger Schultze
Holger Schultze (* 25. Oktober 1961 in Berlin) ist ein deutscher Theaterregisseur und seit der Spielzeit 2011/12 Intendant am Theater und Orchester Heidelberg.
Holger Schultze hat bis heute über 120 Inszenierungen im Schauspiel und in der Oper erarbeitet. Er inszenierte u. a. an den Staatstheatern Stuttgart, Darmstadt und Mainz, am Volkstheater Rostock, der Freien Volksbühne Berlin, den Wuppertaler Bühnen und dem Nationaltheater Mannheim.

## Leben und Wirken
Holger Schultze studierte Germanistik und Theaterwissenschaften an der FU Berlin. Im Anschluss an sein Studium assistierte er am Staatstheater Stuttgart und Nationaltheater Mannheim u. a. bei den Regisseuren Jürgen Bosse, Michael Gruner und Peter Palitzsch und brachte seine ersten Inszenierungen an diesen Theatern heraus.
Von 1992 bis 1994 inszenierte er als Hausregisseur am Hans-Otto-Theater in Potsdam. In den Spielzeiten 1994 bis 1997 war er Oberspielleiter am Stadttheater Bremerhaven. Sein nächstes Engagement führte ihn von 1998 bis 2005 als Oberspielleiter ans Theater Augsburg. Für seine dortige Inszenierung des Stückes Past perfect wurde er im Jahr 2004 mit dem Regiepreis der Bayerischen Theatertage ausgezeichnet. In den Jahren 2003 und 2004 erhielt er den Augsburger Theaterpreis für die beste Produktion der jeweiligen Spielzeit. Neben Inszenierungen von Stücken wie Das Leben des Galilei, Woyzeck oder Romeo und Julia setzte Holger Schultze auch verstärkt auf die Förderung der Gegenwartsdramatik. So gründete er zusammen mit dem Schauspielensemble das Festival Neue Akzente, mit dem er mit Spielorten außerhalb des Theaters ein junges Publikum für das Theater begeisterte.

### Osnabrück
Von 2005 bis 2011 war Holger Schultze Intendant des Vier-Sparten-Theaters Osnabrück. In diesen Jahren steigerten sich die Besuchszahlen erheblich. Gleichzeitig erlangte das Theater eine große überregionale Aufmerksamkeit. So folgten Einladungen zu diversen Festivals wie den Mülheimer Theatertagen, dem Heidelberger Stückemarkt und dem Kinder- und Jugendtheaterfestival Augenblick mal! in Berlin. Während seiner Osnabrücker Zeit fand das auf drei Jahre angelegte deutsch-bulgarische Kooperationsprojekt Die Stimmen von Russe statt. Dieses Projekt entstand als Reaktion auf die Anfang der 2000er Jahre anhaltende Krise der bulgarischen Theaterlandschaft. Zu Beginn seiner Intendanz gründete er das Theaterfestival Spieltriebe. Ziel dieses Festivals, das bis heute alle zwei Jahre in Osnabrück stattfindet, ist es, das Theater in die Stadt zu öffnen und junge Autoren und Komponisten zu fördern. Daraufhin erhielt das Theater Osnabrück 2007 den Schauspiel-Preis des Verbandes Deutscher Bühnen- und Medienverlage für sein Repertoire mit überwiegend neuen Werken. Unter Berücksichtigung lokaler Besonderheiten gelang es dabei, deutlich mehr junges Publikum für das Theater zu interessieren und eine stetig wachsende Zahl von Zuschauern zu erreichen. Gleichzeitig entstand in Osnabrück während seiner Intendanz eine eigene Kinder- und Jugendtheatersparte, die bis heute ausschließlich von Bürgern der Stadt finanziert wird. Die Landesregierung Niedersachsen erklärte dieses Projekt zum Modell für das gesamte Bundesland. Besondere Anerkennung erhielt Holger Schultze für die Idee und Durchführung einer Kooperation zwischen Theater und Schulen. Allen Schülern, egal welcher Schulform, wird so ermöglicht, regelmäßig ins Theater zu gehen. Diese Idee wurde danach von zahlreichen Theatern in Deutschland übernommen.

### Heidelberg
Seit Beginn der Spielzeit 2011/12 ist Schultze Intendant des Theaters und Orchesters Heidelberg. Das Theater ist ein Fünf-Sparten-Haus mit Musiktheater, Schauspiel, Konzert, Jungem Theater und Tanz.
Im Juni 2017 wurde sein Vertrag mit dem Gemeinderat Heidelberg bis 2026 verlängert.
In der Spielzeit 2012/13 gelang es Holger Schultze, den Tanz als eigenständige Sparte am Theater Heidelberg zu installieren. Um den Tanz in der Metropolregion Rhein-Neckar zu stärken, gründete Holger Schultze 2013 zusammen mit dem UnterwegsTheater Heidelberg das Choreographische Centrum Heidelberg und etablierte ein Festival, die Tanzbiennale, mit dem Ziel, junge Choreografen und Tänzer zu fördern und den Tanz in Baden-Württemberg zu stärken. Die Tanzbiennale Heidelberg wurde 2025 zum sechsten Mal von der TANZallianz, einer Kooperation zwischen freier Szene vertreten durch das UnterwegsTheater und dem Theater und Orchester Heidelberg, ausgerichtet.
Zu seinen Aufgaben gehört auch die Leitung der Festivals Heidelberger Stückemarkt, Heidelberger Schlossfestspiele, Winter in Schwetzingen sowie des von ihm initiierten iberoamerikanischen Theaterfestivals ¡Adelante!. Der Heidelberger Stückemarkt wurde unter Schultzes Intendanz weiter ausgebaut, im Rahmen des Autorenwettbewerbs werden aktuell nicht nur der Autorenpreis, sondern auch der SWR-Hörspielpreis und 2025 erstmals der FIDENA-Stückepreis vergeben. Eine weitere Neuerung war die Einführung des Nachspielpreises. Der Preis fördert neue Dramatik und ist mit einer Einladung zu den Autorentheatertagen Berlin verbunden.
Schultze begleitete zu Beginn seiner Intendanz den Theaterneubau und -umbau und eröffnete im November 2012 das sanierte alte und neue Haus. Mit einer Platzausnutzung von über 95 % im wiedereröffneten Theater und bei den Schlossfestspielen konnten die besten Besuchszahlen der letzten zwanzig Jahre erreicht und in den nächsten beiden Spielzeiten noch gesteigert werden.
Auch in Heidelberg installierte er das Kooperationschulenmodell. Mittlerweile sind 46 Schulen Teil der Kooperation, die es jedem Schüler der jeweiligen Kooperationsschule ermöglicht, einmal im Jahr das Theater zu besuchen.
2013 gewann das Heidelberger Theater zusammen mit dem Theater Freiburg in der Rubrik Ungewöhnlich überzeugende Theaterarbeit abseits großer Theaterzentren die Kritikerumfrage der Fachzeitschrift Die Deutsche Bühne. Auch die Journalisten der Fachzeitschriften Opernwelt und tanz bedachten das Theater mit zahlreichen Nennungen.
Unter seiner Intendanz wurde das Theater und Orchester Heidelberg 2023 erstmals mit dem Stück stillleben von Caren Jeß zu den Autorentheatertagen nach Berlin eingeladen und gewann in den Jahren 2023 und 2024 den KinderStückePreis in Mülheim.
Darüber hinaus setzte er sich für die Förderung von Autoren im Zusammenhang mit der Corona-Pandemie ein und rief für die Spielzeit 2022/23 erstmalig das Autorenfestival REMMIDEMMI mit Themen zum Widerstand ins Leben.

## Das iberoamerikanische Theaterfestival ¡Adelante!
Das von Schultze ins Leben gerufene iberoamerikanische Festival ¡Adelante! ist ein Modellversuch, das deutsche Theatersystem zu öffnen, die Zusammenarbeit mit internationalen und freien Theatergruppen aus Iberoamerika zu suchen und die Zukunft des Stadttheaters nachhaltig mitzuprägen.
Im Februar 2017 realisierte das Theater und Orchester Heidelberg ¡Adelante! erstmalig als Festival mit Gastspielen aus zehn iberoamerikanischen Ländern und entwickelte sich innerhalb der Kulturlandschaft Lateinamerikas in kürzester Zeit zu einem der wichtigsten europäischen Partner.
Mit Bolivien, Ecuador und Venezuela konnten bei der zweiten Festivalausgabe im Februar 2020 drei neue Länder präsentiert werden. Herzstück der zweiten Festival-Edition war die multinationale Kooperation La flauta mágica/Die Zauberflöte frei nach dem Libretto von Emanuel Schikaneder zwischen Heidelberg, Chile, Mexiko, Uruguay und Italien in der Regie von Antú Romero Nunes.
2024 fand die dritte Ausgabe des iberoamerikanischen Theaterfestivals statt.
Internationale Kooperationen und Gastspiele fanden in Brasilien (Theaterfestival Mirada in São Paulo), Ungarn (38. Budapest Spring Festival), Taiwan (Taiwan International Festival of Arts, Taipeh) und China (Wuzhen Theatre Festival) statt.

## Mitgliedschaften
Holger Schultze war Vorstandsmitglied der Intendantengruppe sowie von 2011 bis 2022 Vorsitzender des Künstlerischen Ausschusses im Deutschen Bühnenverein.
Seit 2015 ist er Mitglied im Vorstand des Internationalen Theaterinstituts (ITI), Zentrum Bundesrepublik Deutschland und seit Juni 2021 gewählter Vizepräsident gemeinsam mit Tobias Veit. In diesem Amt wurde er im November 2024 bestätigt.